# جورج بيغيلو روجرز
جورج بيغيلو روجرز (بالإنجليزية: George Bigelow Rogers)‏ هو مهندس معماري أمريكي، ولد في 1869 في إلينوي في الولايات المتحدة، وتوفي في 1945 في موبيل في الولايات المتحدة.